# 通州区
通州区是位于北京市东南部、京杭大运河北起点的一个市辖区。与河北省廊坊市的广阳区、三河市（燕郊镇）、大厂县、香河县相邻，与北京市的朝阳区、大兴区、顺义区接壤，与天津市的武清区交界。
2015年，通州被定位为北京市行政副中心。2017年9月29日，通州升格为北京城市副中心。北京市委、市政府等机构随后迁入，未来北京更多市级机关、央企二、三级总部、市属国企总部和医院也将迁入。
除北京外，南通亦有通州（南通州），紀曉嵐曾戲謂「南通州，北通州，南北通州通南北」。

## 命名
- 前206年（西汉初年），正式建县，始称路县。
- 东汉建武二年改称潞县。
- 1151年（金朝天德），海陵王取京杭大运河“漕运通济”之意，设刺史州，称通州[5]。
- 1913年，全国废州，由通州改设通县，隶属京兆地方。多有变置。
- 1997年4月，撤销通縣設立通州區[6]。

## 历史
- 最早的人类活动记录是在新石器时代。

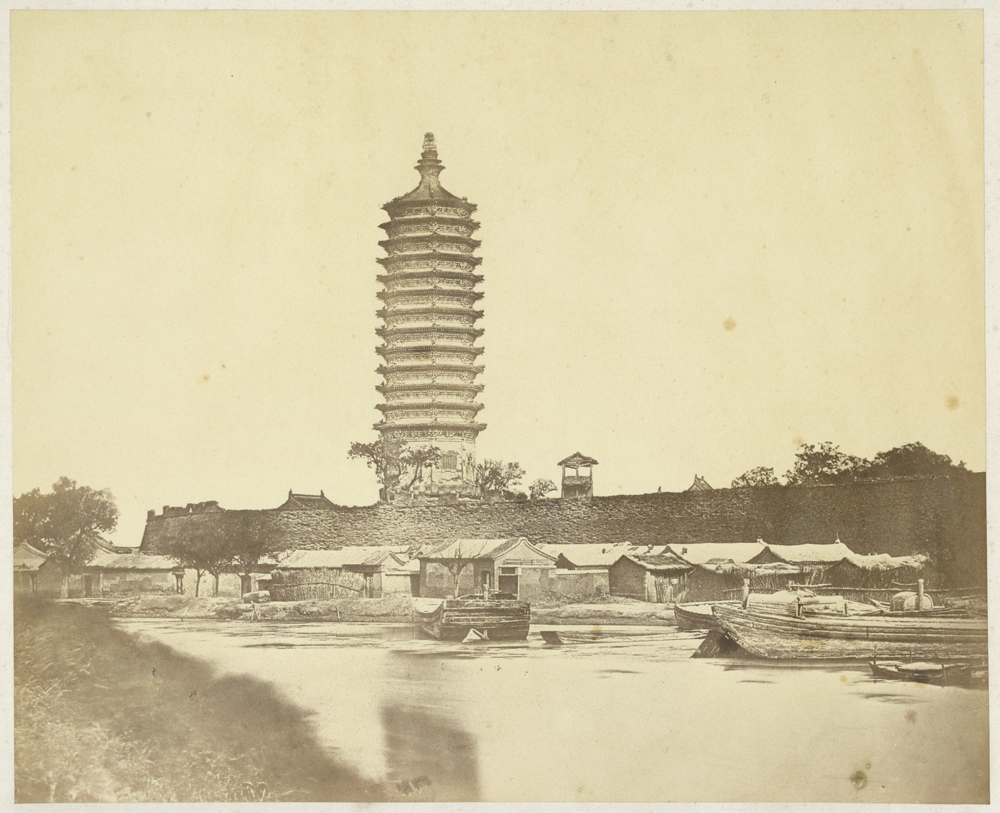
第二次鸦片战争末期，随军摄影师费利斯·比特于1860年拍摄的通州燃灯塔，被认为是在通州拍摄的第一张照片

- 金、元、明、清为通州，俗称北通州。明朝时属北直隶順天府，清朝时属直隶省顺天府。
- 1860年9月，第二次鸦片战争末期，英法联军最后进攻北京的过程中发生張家灣戰役和八里橋之戰。京津地区八旗绿营与英法聯軍在通州八里桥进行决战，清军僧格林沁部全軍覆沒；英法联军胜利后，法軍司令夏尔·库赞-蒙托邦被拿破崙三世封為「八里橋伯爵」（Comte de Palikao）。前者英法方损失不到20人和死亡15人，中方死傷超過1,500人；后者英法方死亡2人和3人，中方损失超过1,200人。

- 1900年8月9日凌晨，八国联军侵华时，日军到达了通州南门。凌晨3点20分，日军工兵第三中队使用黄色火药二十千克将紧闭的古城门炸倒[7]，开始抢劫通州城中财物。日军占领了中倉和西倉，抢走了全部仓粮，抢走了藏在仓场衙门地下室的185万两白银，烧毁仓场衙门、通粮厅、西仓等漕运官署和设施[8]。日军抢完后，俄军8时才到达通州，继续抢夺日军没抢完的价值较低的财务。通州城中死者六成，逃者三成，只剩一成老弱病残[9]。男女老少被枪毙、受辱自杀、惊恐中病亡或者惊恐中躲避淹死的，死亡者不计其数。洋兵占领了通州城一年之久，撤退后，走访统计发现殉难1178人[10]。
- 1913年，通州改置通县，县城在今北京市通州区，隶顺天府。
- 1914年，属京兆地方。1928年改属河北省。
- 1933年5月，《塘沽协定》签订后，通县成为日本控制区。
- 1935年11月，冀東防共自治政府成立，通县为其所在地。
- 1935年12月，日本军队占领大運西倉，拆除仓廒，建立炮楼[11]。
- 1937年卢沟桥事变后，发生通州事件（通州起义）。7月29日，驻守在通州（今北京市通州区）的通州保安队由于受到日军轰炸，决心进行起义改弦易帜，为表明决心，对居留当地的日本人进行袭击。起义军第二路起义部队从东、南、西北方向向日军位于西仓的阵地推进，双方激战6小时以上，保安队牺牲200多人后仍然未攻克[12]。根据远东国际军事法庭的日方證言，通州保安隊的中國人士兵殺死約235個日本官兵、僑民、顧問和日韓浪人。根据蒋中正二战后出版的《蒋总统秘录》，日本人死亡104、朝鲜人死亡108，被杀者全是军人，是日本夸大了事件[13]。事件发生之后，日本官方编造谎言称被歼灭当中的有大量手无寸铁的日本侨民，实际上均为日本的武装移民和民兵，并宣传中国军队残暴，并随即在华北展开大规模报复的军事行动。这次起义虽然没有成功。但却导致日本扶植的“冀东防共自治政府”威信受創。由于通州保安队没有得到华北的29军宋哲元部的配合，因此沒有能夠改变华北战局。通州事件之後，日本要求冀东政府与其一起验尸，日本方向冀东防共自治政府强行勒索了120万日元。30日，驻丰台南苑的日本军杀入，在西仓杀害通州百姓700余人；1980年代在工厂施工中，发现以8号铁丝用铅丝穿入每10人锁骨进行活埋的遗迹[11][14]。
- 1948年12月，解放军攻占通县，中共政权分置通县、通州市。
- 1949年，设立河北省通县专区，通县为专区公署驻地。
- 1958年，撤销通县专区，通县、通州市由划归北京市，改设通州区。
- 1960年，复设通县。1997年撤销，复改通州区。
- 2015年确立为北京市“行政副中心”。
- 2016年4月从“市行政副中心”改为“北京城市副中心” 。
- 2019年1月12日，中共北京市委城市副中心工作委员会、北京城市副中心管理委员会正式成立，将作为北京市委市政府城市副中心建设领导小组的下属工作部门、北京市委市政府的派出机构与通州区委区政府合署办公[15]。
- 2021年9月20日，位于通州区文景街道的北京环球度假区开幕。

## 地理

### 地形地貌

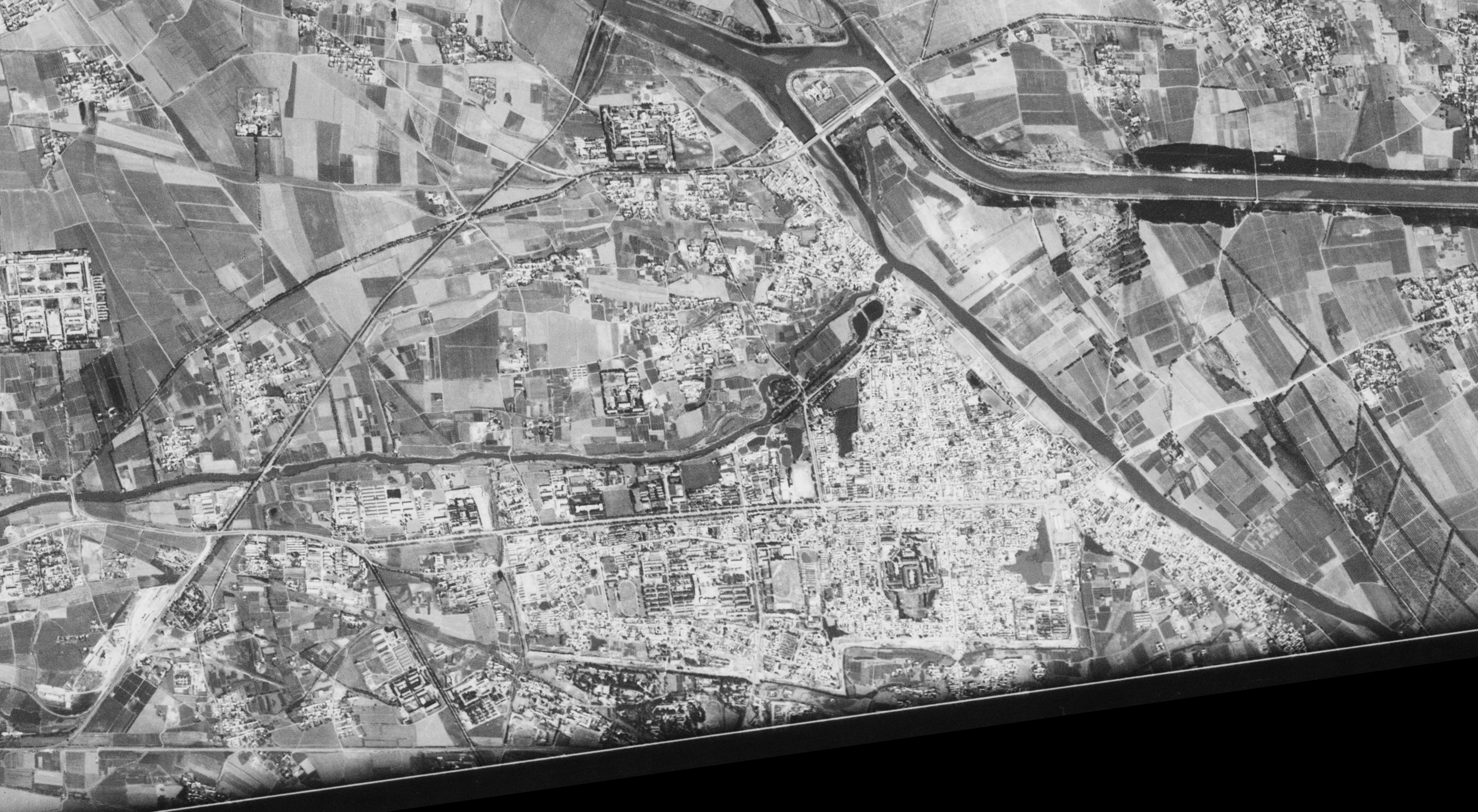
原通州城附近卫星照片(1967-09-20)

通州区位于北纬39°36′－40°02′，东经116° 32′－116°56′，地处北京市东南部，京杭大运河北端。东西宽36.5公里，南北长48公里，面积907平方公里。西与朝阳区、大兴区相邻，北与顺义接壤，东隔潮白河与河北三河、大厂回族自治县、香河相连，南和天津武清、河北廊坊交界。紧邻北京中央商务区，西距国贸中心13公里， 北距首都机场16公里，东距塘沽港100公里，素有“一京二卫三通州”之称。
通州区地处永定河、潮白河冲积洪积平原，地势平坦，自西北向东南倾斜，海拔最高点27.6米，最低点仅8.2米。其土质多为潮黄土、两合土、沙壤土，土壤肥沃，质地适中。境内大小河流13条，主要有京杭大运河和潮白河。三河三路两侧百米绿色通道形成天然生态屏障。

### 气候
通州区属大陆性季风气候区，受冬、夏季风影响，形成春季干旱多风、夏季炎热多雨、秋季晴朗干燥、冬季寒冷干燥的气候特征。年平均温度11.3℃，降水620毫米左右。

## 政治

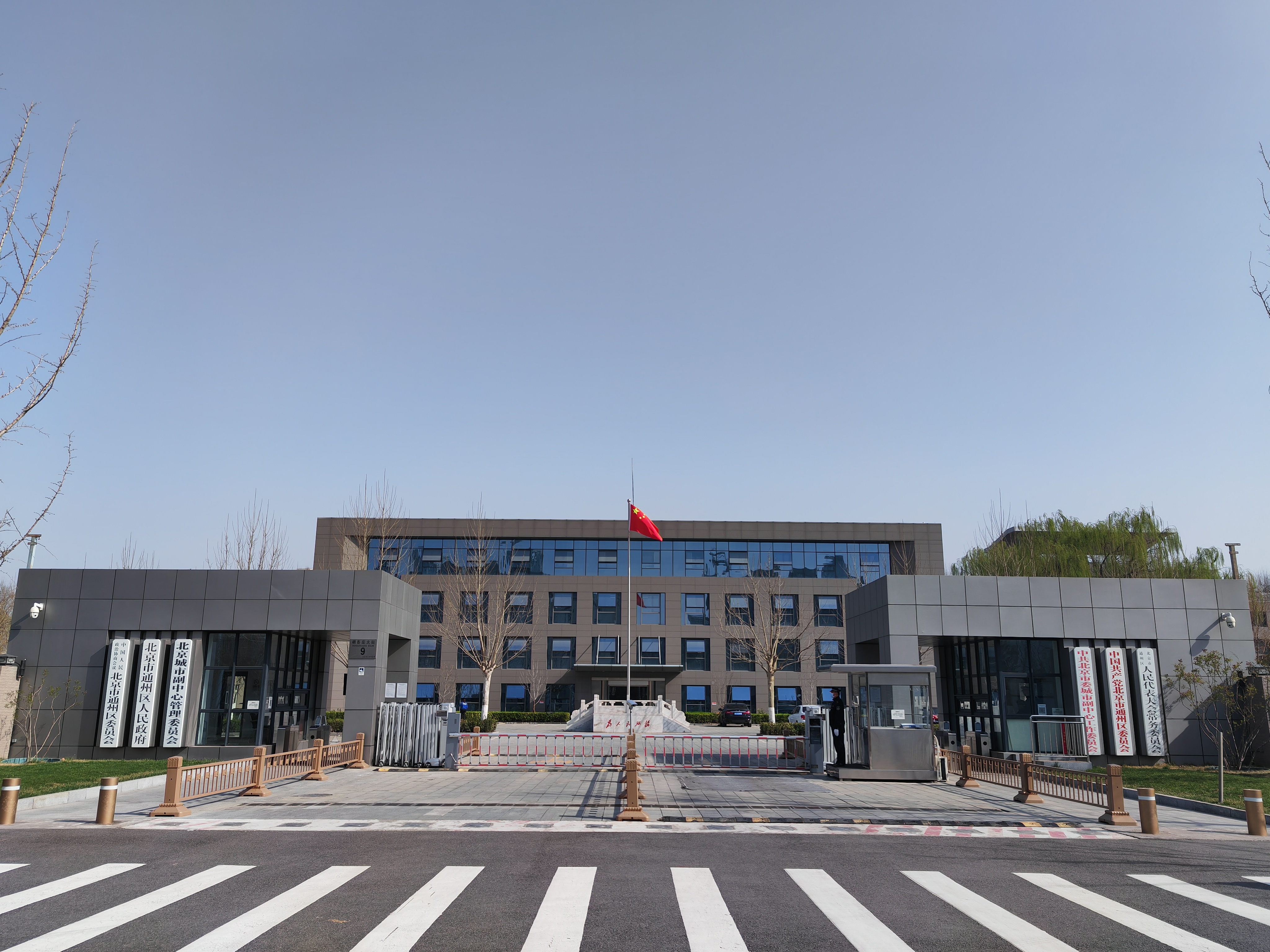
通州区区委、区政府办公大楼。曾为电视剧《重案六组》第四季警察局取景地。

### 地方领导
| 机构     | · 中国共产党 · 北京市通州区委员会 · 书记 | 北京市通州区人民代表大会 常务委员会 主任 | 北京市通州区人民政府 区长 | · 中国人民政治协商会议 · 北京市通州区委员会 · 主席 | 北京市通州区监察委员会 主任 |
| -------- | ---------------------------------------- | ---------------------------------------- | ------------------------- | -------------------------------------------------- | --------------------------- |
| 姓名     | 赵磊                                     | 李玉君                                   | 郑皓                      | 赵玉影                                             | 郑宇                        |
| 民族     | 汉族                                     | 汉族                                     | 朝鲜族                    | 汉族                                               | 汉族                        |
| 籍贯     | 河南省长垣县                             | 北京市                                   | 吉林省德惠市              | 北京市                                             | 吉林省农安县                |
| 出生日期 | 1972年11月（52歲）                       | 1963年3月（62歲）                        | 1977年2月（48歲）         | 1966年6月（59歲）                                  | 1973年8月（51—52歲）        |
| 就任日期 | 2021年7月                                | 2015年2月                                | 2023年5月                 | 2015年2月                                          | 2017年3月                   |

### 市政府

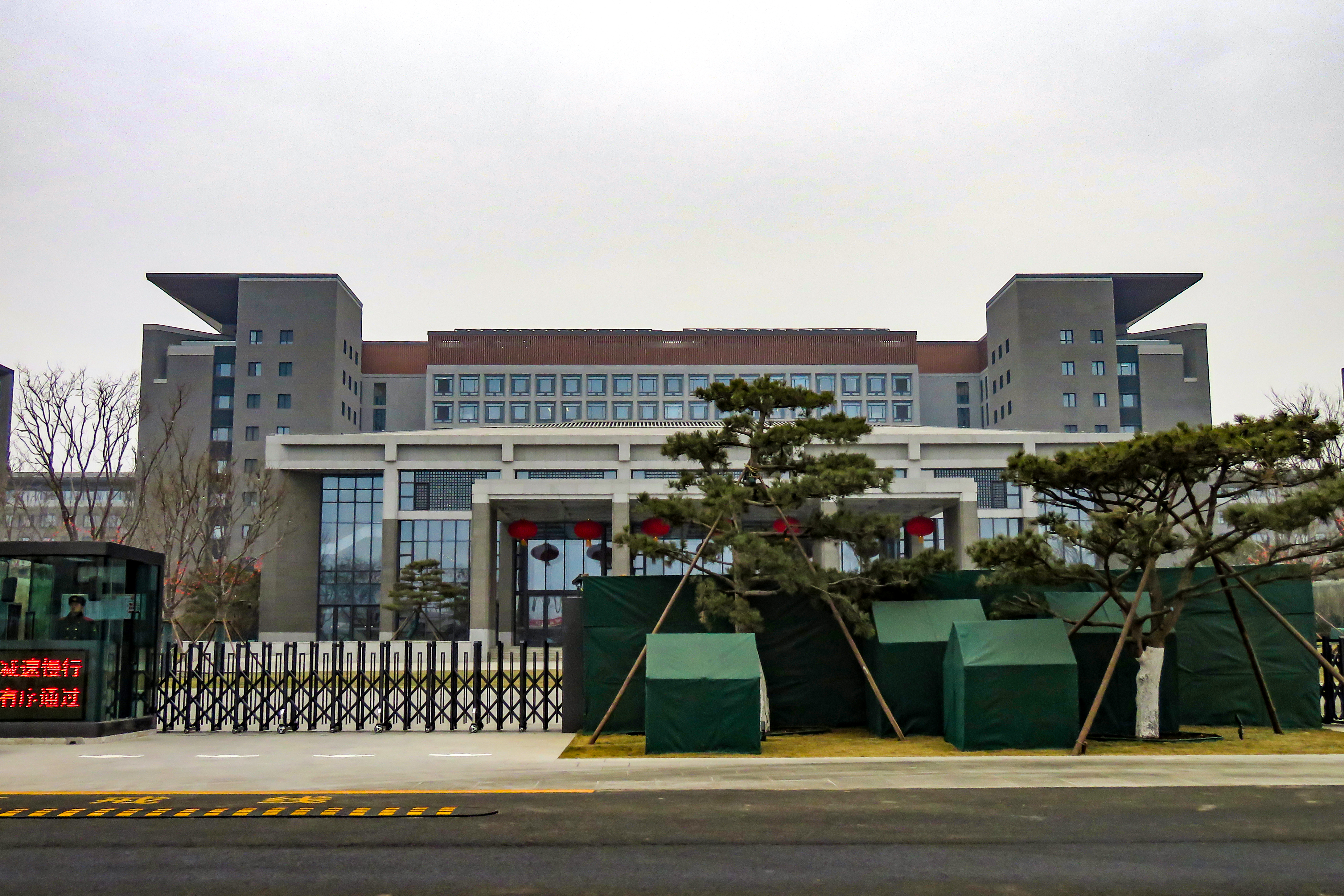
北京市人民政府新址

《北京城市总体规划(2005-2020)》确定通州区为承担疏解北京市中心城人口和功能、集聚新的产业，带动区域发展的规模化城市地区，具有相对独立性的11个新城之一。2015年，通州被定位为北京市行政副中心。2017年，市属行政事业单位整体或部分迁入工作取得实质性进展，規劃預期在远期将带动约40万人疏解至通州。2017年12月，北京市人大正式遷往通州區。2019年1月，北京市人民政府正式开始在通州区办公。

## 行政区划
区域总面积907平方公里，东西宽36.5公里，南北长48公里。原属河北省，1958年划归北京。
截止2020年，通州区辖11个街道、10个镇、1个民族乡：
- 街道办事处：中仓街道、新华街道、北苑街道、玉桥街道、潞源街道、通运街道、文景街道、九棵树街道、临河里街道、杨庄街道、潞邑街道[22][23]
- 镇：宋庄镇、张家湾镇、漷县镇、西集镇、台湖镇、马驹桥镇、永乐店镇、潞城镇、永顺镇、梨园镇[23]
- 民族乡：于家务回族乡。[24]

## 人口

从通惠河一边望另一边

通州区1995年统计全县户籍常住人口有59.75万人。2014年末已达到135.6万人。
2020年11月1日零時，第七次全國人口普查通州區常住人口為1840295人，與2010年第六次全國人口普查的1184256人相比，增加了656039人，增長55.4%，年平均增速為4.5%。全區常住人口中，外省市來京人口為898000人，佔常住人口的48.8%。

## 风景名胜

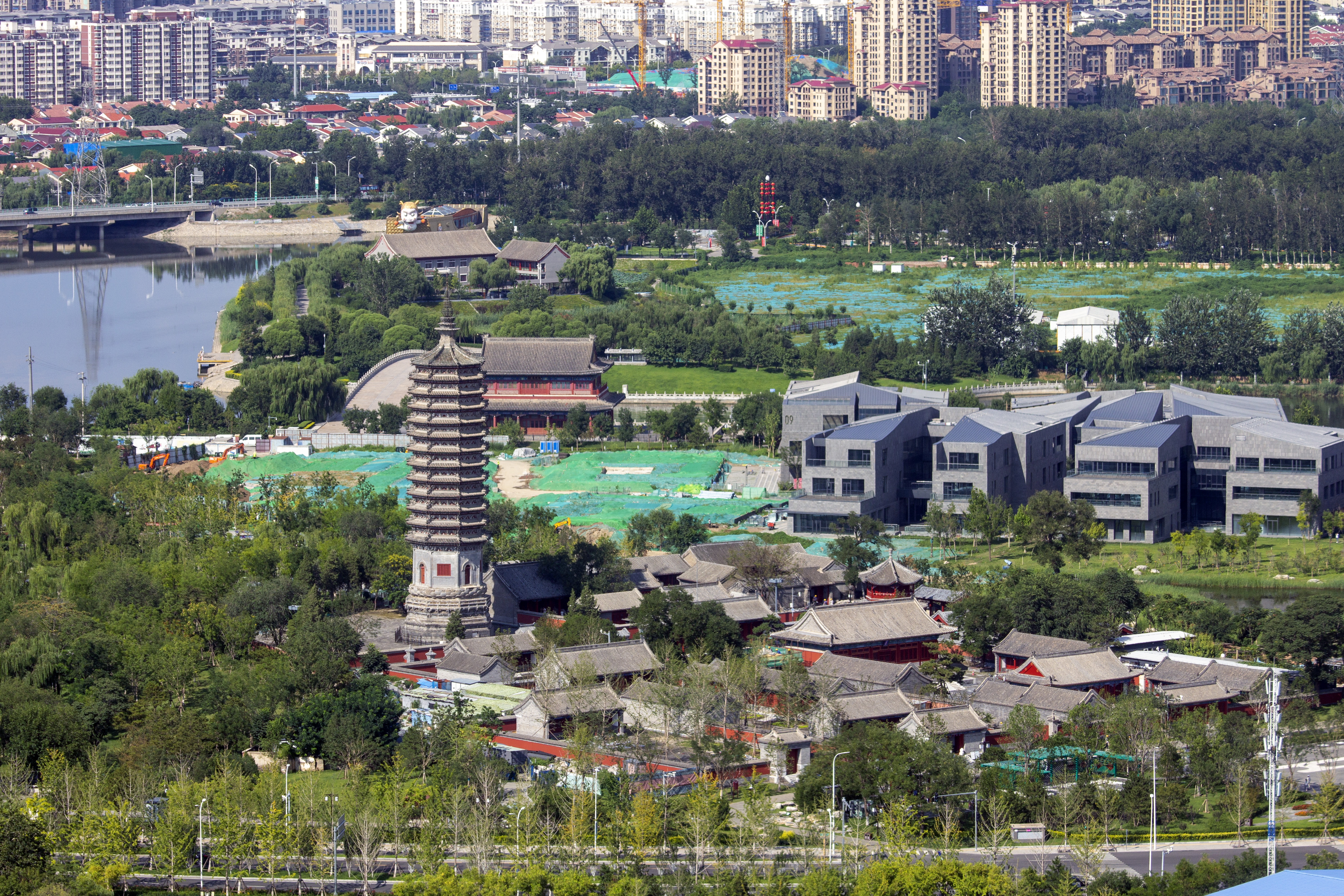
三庙一塔

- 北齐土长城遗址
- 御制通州石道碑
- 八里桥
- 通州清真寺
- 张家湾城址、通运桥
- 大营旅游度假村
- 第五生产队星湖绿色生态观光园
- 通顺赛马场
- 运河生态公园

## 经济

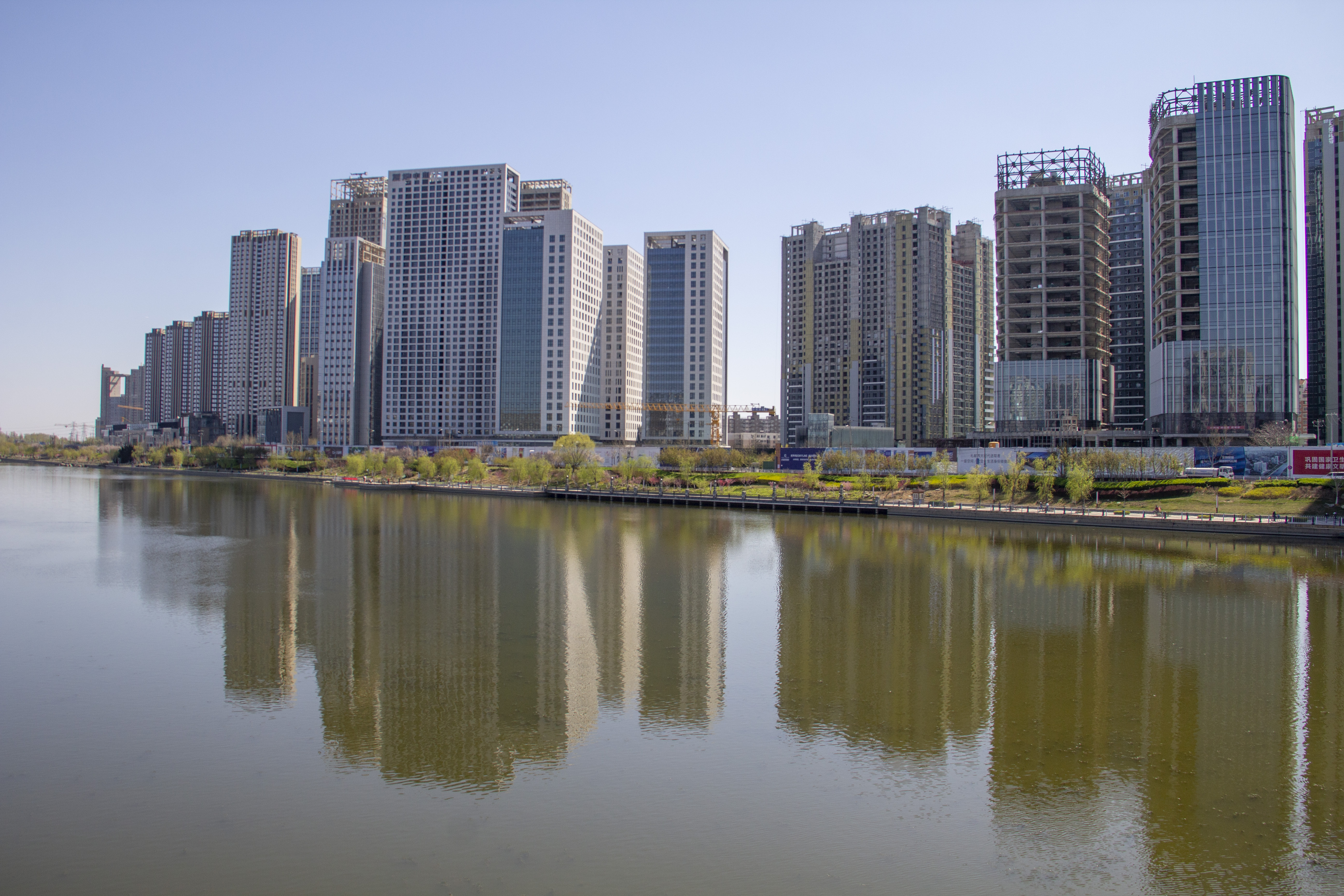
运河商务区

通州正在建设城市副中心运河商务区，规划面积20.38平方公里，由运河商务区启动区、新城金融服务园区和副中心站综合交通枢纽（0101街区）三个开发区域组成。它承担着疏解北京中心城区非首都功能中商务功能的任务，中心城区央企二、三总部和市属国企总部在向此区域转移，将构建“总部经济”、“财富管理”产业集群。
其垂直方向的区位构成可分为以办公为主的超高层区，办公、居住、旅馆为主的高层区；办公、商贸、居住、旅馆、商业为主的中层区；表现为地面功能的延伸的近地面区。另外还包括地面层、地表层、地下浅层区、地下中层区、地下深层区等9个区。
商务区不设置垃圾桶，垃圾投放口链接管道，达到一定重量自动抽气将垃圾投放到中心垃圾站。

## 交通

### 公路
- 103国道、 230国道过境。

### 铁路
京承铁路和京哈铁路经过通州区。京承铁路位于通州区的站点包括通州西站和张辛站，京哈铁路位于通州区的站点为通州站。
北京市郊铁路城市副中心线于2017年末通车，通车后从北京站到通州约20分钟，2019年6月20日延至乔庄东站。

### 公共汽车

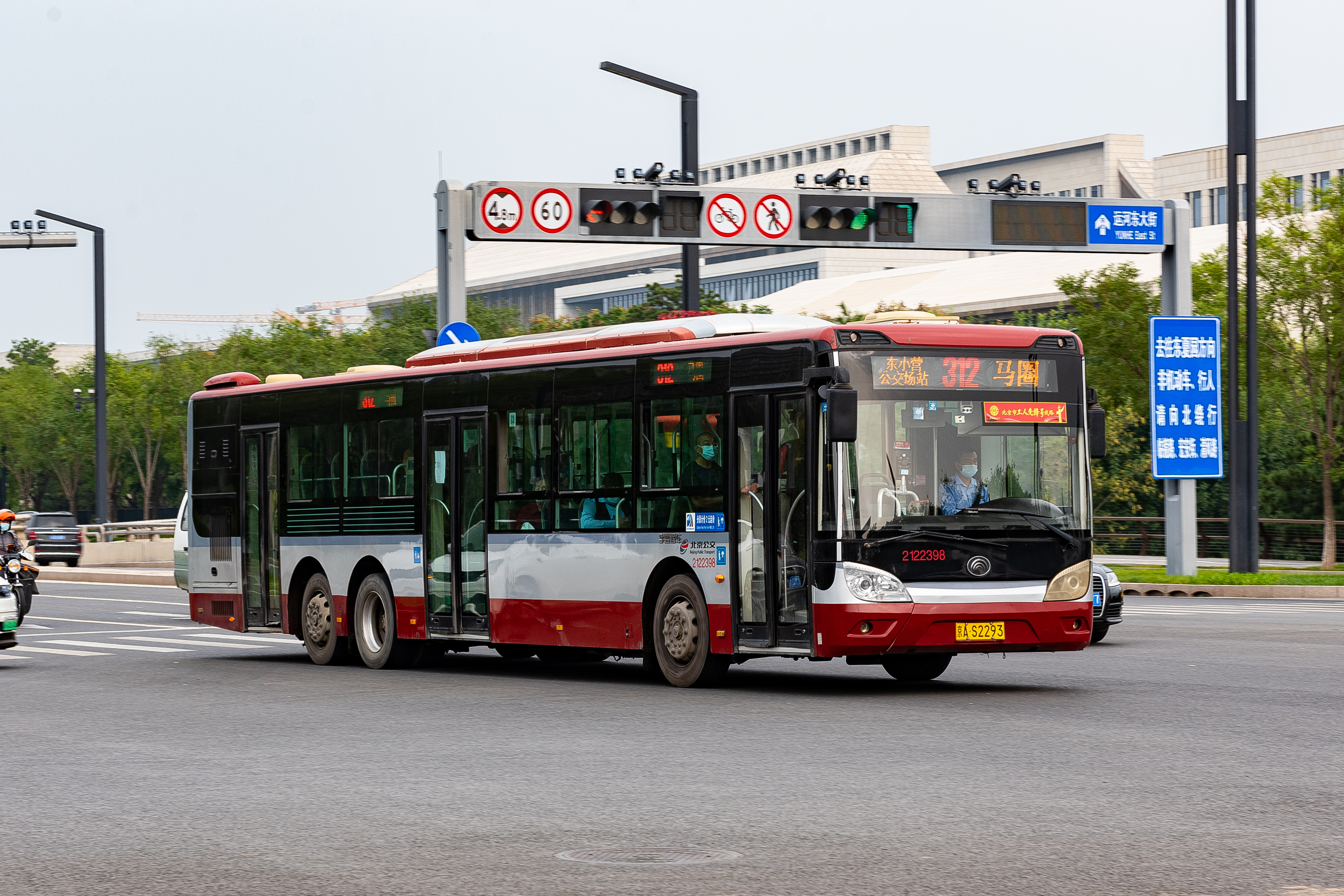
经由广渠路的312路驶经北京城市副中心行政办公区

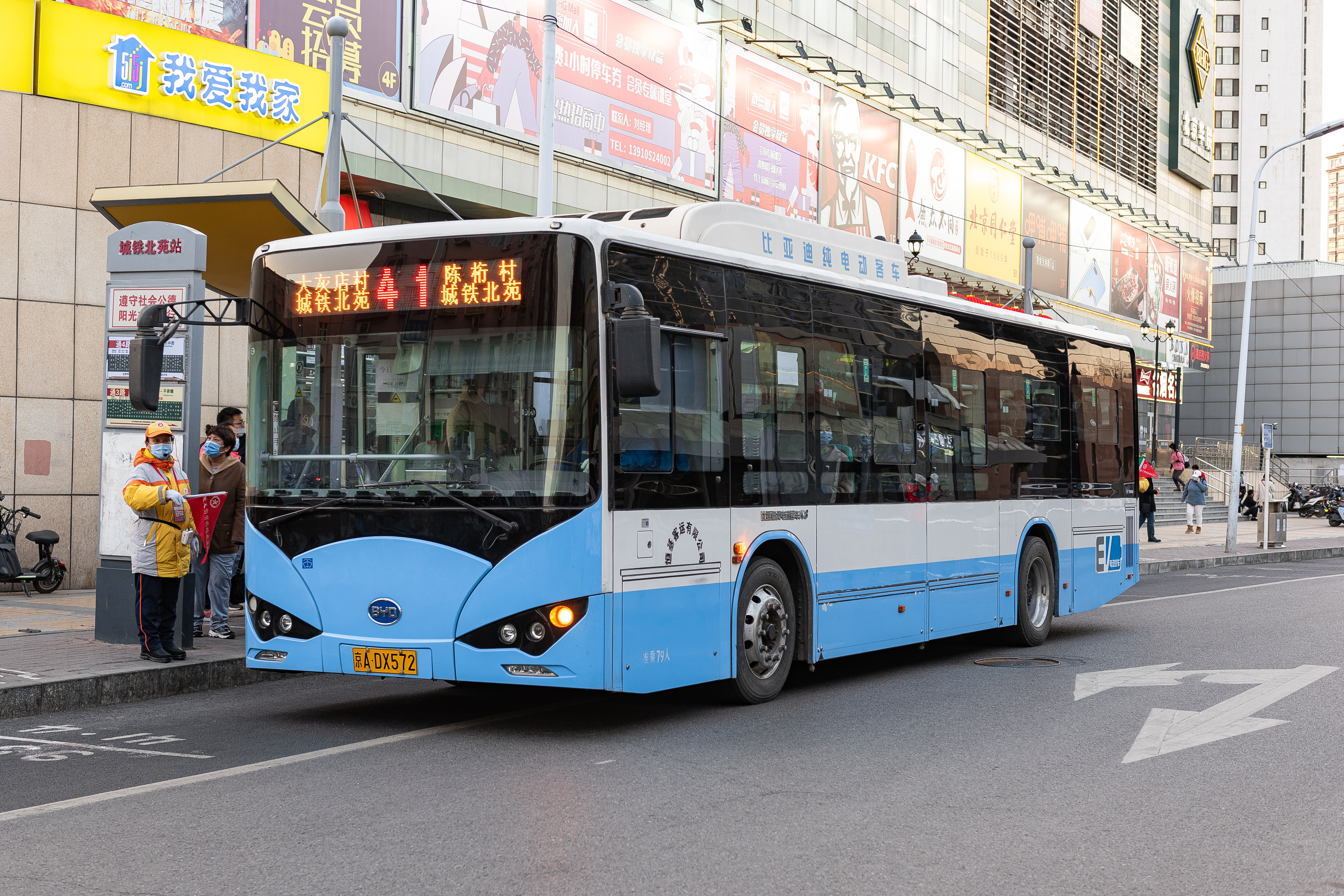
由恒基客运运营的通41路公交车

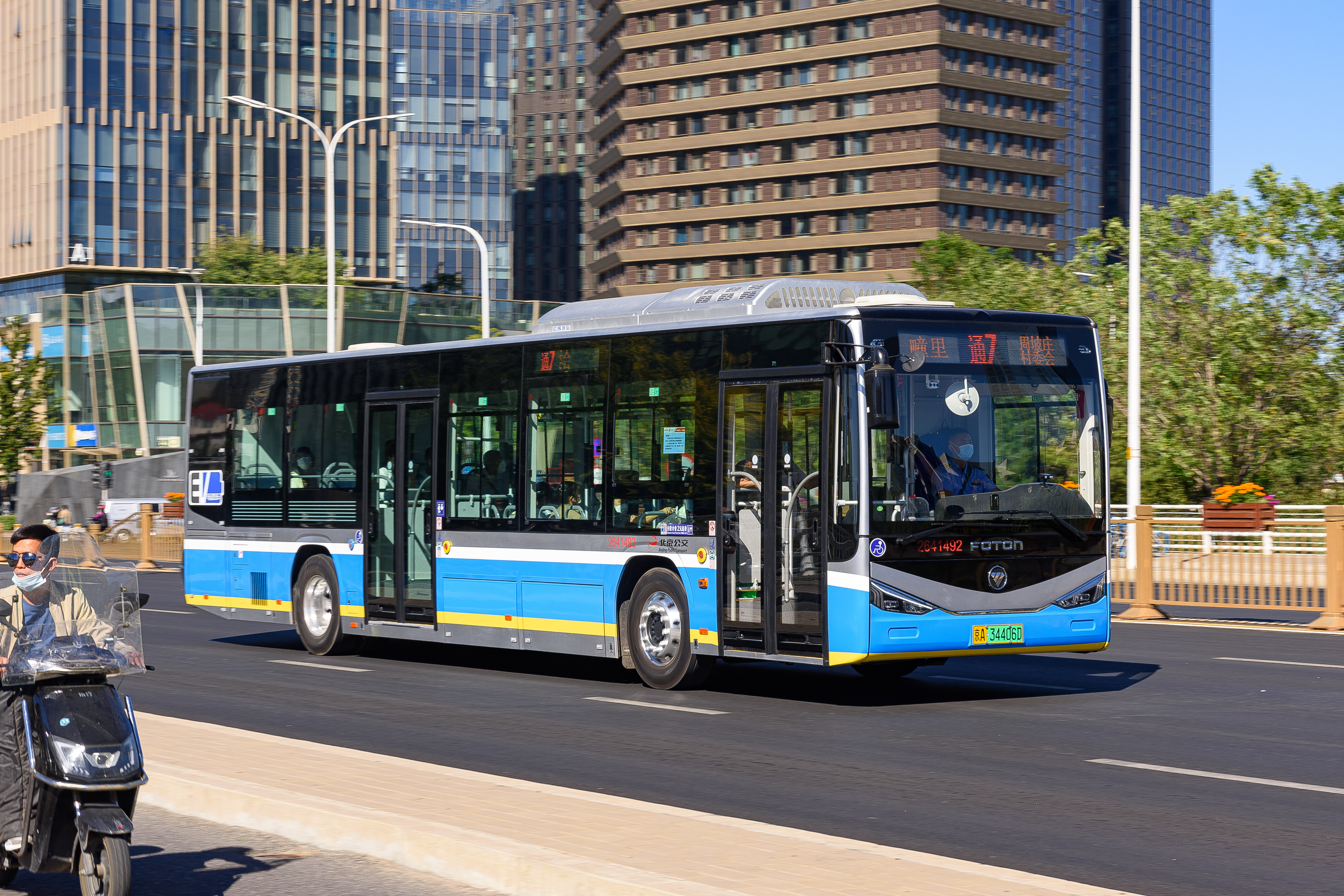
移交北京公交集团后的通7路驶经运河商务区

通州区有312路、322路、667路、806路等公交车连接中心城区。2011年5月，京通快速路内侧车道划定了公交专用道，在高峰时段（7时至9时，17时至20时）启用。
通州曾有在本地区运行的通字头“小公共”，于2022年6月1日整体编入北京公交集团内。北京公交集团正式承接通州区域全部公交线路，进一步实现了北京地面公交一体化。

### 地铁
地铁八通线（2021年8月29日起与1号线贯通）、6号线、7号线、17号线、亦庄线、亦庄T1线经过北京市通州区。
- 八通线：通州北苑 – 果园 – 九棵树 – 梨园 – 临河里 – 土桥 - 花庄 - 环球度假区
- 6号线：物资学院路 – 通州北关 – 通运门 – 北运河西 – 北运河东 – 郝家府 – 东夏园 - 潞城
- 7号线：万盛西 - 万盛东 - 群芳 - 高楼金 - 花庄 - 环球度假区
- 17号线：北神树 - 次渠北 - 次渠 - 嘉会湖
- 亦庄线：同济南路 – 经海路 – 次渠南 – 次渠 - 亦庄火车站
- 亦庄T1线：经海一路 – 定海园西 - 定海园

2017年，经过通州的7号线东延、17号线开工建设。平谷线朝阳段、通州段2021年开工建设。通州还规划有主要服务本区的地铁M101-M104线。计划“十四五”期间，M101线建成通车，开工建设M102线、M103线和M104线。远期规划的线路有S6线、R1、R1支线。

### 自行车

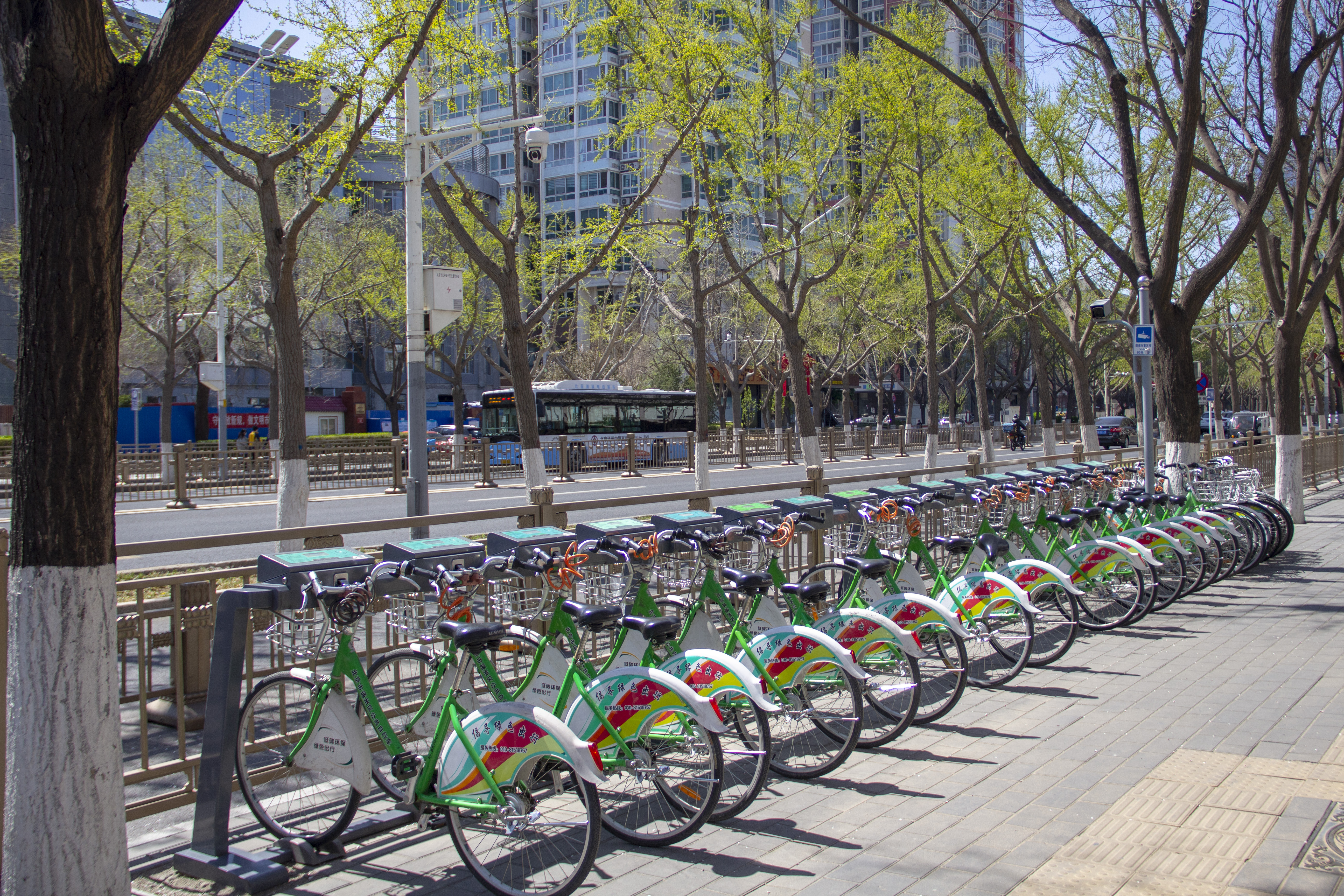
通州公共自行车

通州区从2013年启动公共自行车租赁系统建设。截至2016年10月底，已经运行454个站点，19000辆自行车。缴纳340元押金即可办理公共自行车租赁卡，计划效仿摩拜单车、ofo等共享单车，允许手机扫码租车。

## 教育

### 高等教育
- 北京工商大学嘉华学院
- 北京工业大学通州分校
- 北京北大方正软件职业技术
- 北京物资学院
- 北京社会管理职业学院
- 中国人民大学東校区
- 北京现代音乐研修学院

### 中等和初等教育
- 潞河中学
- 运河中学
- 玉桥中学
- 通州區第二中學
- 通州區第三中學
- 北京理工大学附属中学通州校区
- 北京市第二中学通州分校
- 通州四中

## 医疗卫生
- 北京潞河医院 - 三级甲等
- 北京胸科医院 - 三级甲等
- 解放军总医院京东医疗区 - 二级甲等
- 东直门医院东区（原北京市通州区中医医院） - 三级甲等
- 北京友谊医院通州院区（一期已建成，二期建设中）
- 北京安贞医院通州院区（建设中）
- 首都儿科研究所通州院区（建设中）
- 北京儿童医院通州院区（规划中）
- 北京急救中心通州部（建设中）
- 北京市疾病预防控制中心将整体搬迁至通州区[41]
- 北京大学人民医院通州院区（规划中）
- 北京妇产医院通州院区（规划中）

## 文化

### 休闲与娱乐
通州区将建设包含音乐厅、戏曲厅、歌剧厅、小剧场等设施的北京国际文化艺术交流中心（北京大剧院）和用于群众文化活动开展、教育培训、传播交流以及非物质文化遗产展览展示的北京市民文化活动中心。

### 电影院
2011年初，通州区仅有通州区电影院和一家常年停业的汽车影院，而2016年年底，全区已有12家影院，共71块银幕。
- 通州区电影院
- 万达国际影城
- 耀莱成龙国际影城
- 银兴菲林影城
- 博纳国际影城 （土桥、北苑店）
- 北京东融国际影城
- 米瑞酷影城
- 华夏天合国际影城
- 大地影院
- 百尚影城
- 牛仔汽车电影院

### 本地电视台
- 通州电视台TZTV(原北京通州电视台BTTV)
- 通州电视台文艺频道

### 博物馆
- 通州博物馆
- 路城遗址公园

## 休闲
通州区为准备市属行政事业单位整体或部分迁入，将建设绿化生态环境。2017年至2018年，通州区将新建21处公园，改造提升3处，新增约2.2万亩公园绿地。到2020年，森林覆盖率将达到33%，人均公园绿地面积达到18平方米，公园绿地500米服务半径覆盖率达到90%。

### 公园

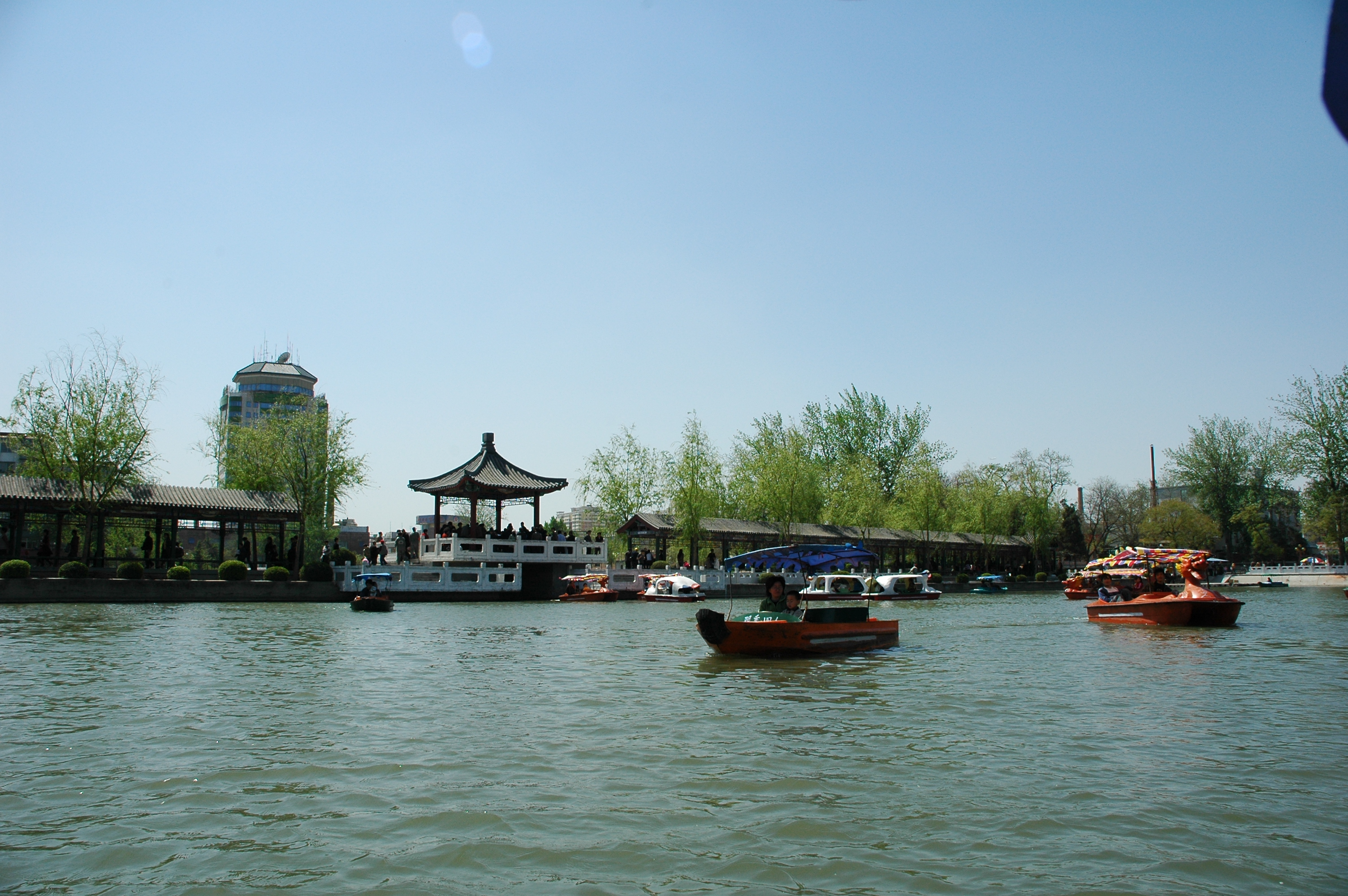
西海子公园（装修前）

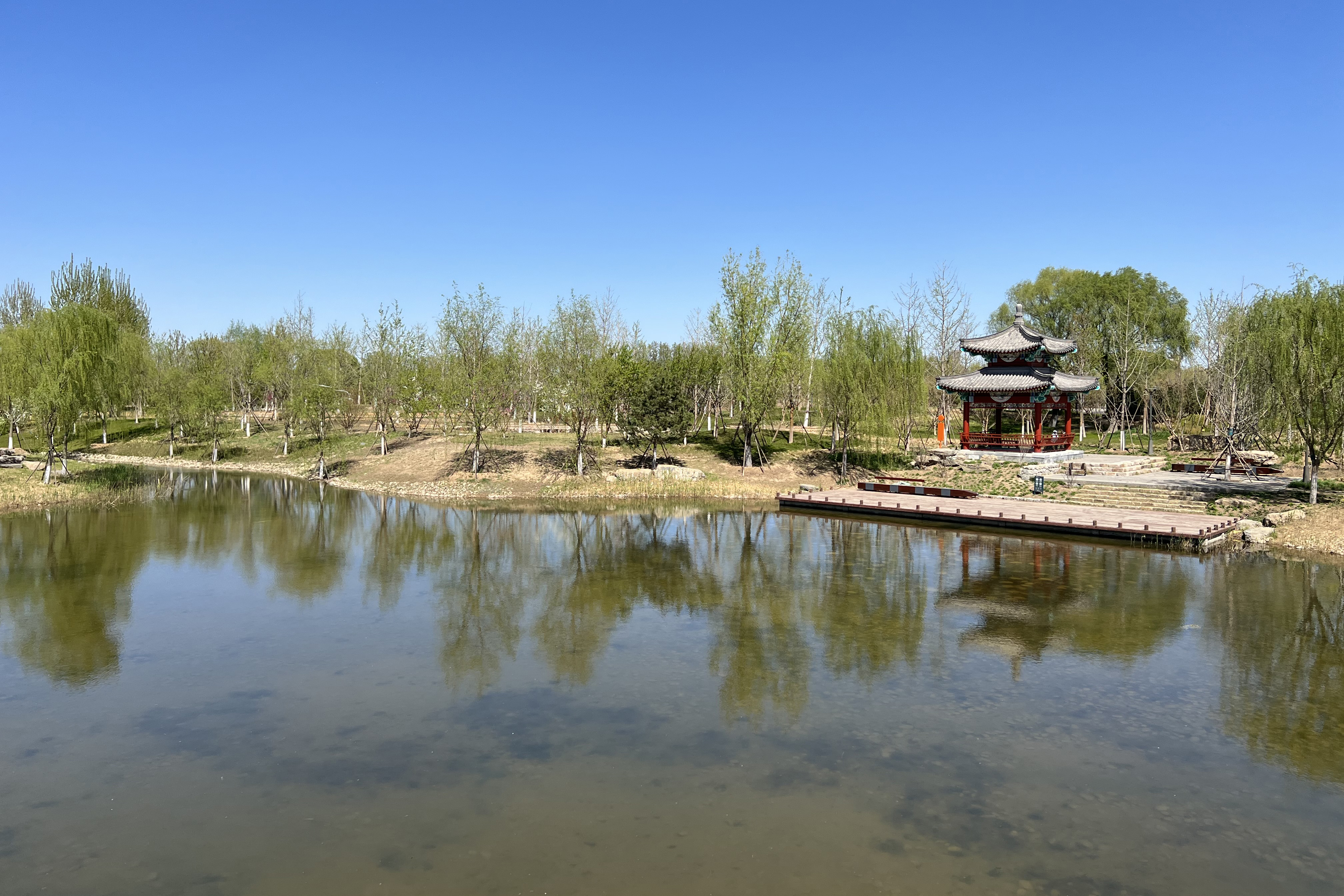
城市绿心森林公园

- 西海子公园
- 城市绿心森林公园
- 减河公园
- 宋庄公园
- 永顺城市公园 320亩
- 碧水公园 812亩
- 西小马公园 73亩
- 梨园城市森林公园 461亩
- 永顺刘庄公园 406亩
- 潞城健康森林公园 1297亩
- 三元村公园 71亩
- 休闲公园（一期） 217亩
- 永顺上营公园 269亩
- 云景公园 359亩
- 八里桥公园 171亩
- 永顺镇小潞邑公园 88亩
- 梨园文化休闲公园（大稿村） 5850亩
- 文化旅游区公共绿地 3420亩
- 宋庄文化创意产业集聚区

### 公共绿地
- 商务中心区公园绿地 694亩
- 永乐国学公园 500亩
- 西集镇中心公园 378亩
- 于家务中心公园 880亩
- 漷县镇中心公园 2445亩
- 休闲公园（二期） 848亩

## 体育
- 运河奥体中心